# Amblyptilia scutellaris
Amblyptilia scutellaris là một loài bướm đêm thuộc họ Pterophoridae. Nó được tìm thấy ở Colombia.
Sải cánh dài khoảng 18 mm.